# 神戸村 (三重県名賀郡)
神戸村（かんべむら）は三重県名賀郡にあった村。現在の伊賀市の南部、近鉄大阪線・伊賀神戸駅の周辺にあたる。

## 地理
- 河川：木津川、滝川

## 歴史
- 1889年（明治22年）4月1日 - 町村制の施行により、上神戸村・下神戸村・古郡村・比土村・上林村・枅川村の区域をもって伊賀郡神戸村が発足。
- 1896年（明治29年）4月1日 - 所属郡が名賀郡に変更。
- 1955年（昭和30年）3月1日 - 上野市に編入。同日神戸村廃止。

## 交通

### 鉄道路線
- 近畿日本鉄道
  - 大阪線
    - 伊賀神戸駅

  - 伊賀線（現・伊賀鉄道伊賀線）
    - 上林駅 - 比土駅 - 伊賀神戸駅

### 道路
- 国道165号